# Ismael Oddó Méndez
Ismael Oddó Méndez (Francia, 2 de mayo de 1975) es un músico chileno-francés, hijo de Willy Oddó, difunto exintegrante de Quilapayún.

## Biografía
Ismael nació en Francia. Es hijo del músico Willy Oddó, difunto exintegrante de la banda chilena Quilapayún. Debido a la profesión de su padre, así como a la de su madre, quien era bailarina, Ismael siempre estuvo relacionado con la música. No obstante, no fue hasta la muerte de su padre que se interesó por la música folclórica, estando hasta antes de eso más bien interesado en el rap y el hip hop.
Luego del fallecimiento de su padre en Santiago de Chile el 7 de noviembre de 1991, cuando Ismael tenía sólo 16 años de edad, Ismael se propuso aprender a tocar la guitarra, utilizando cancioneros de Quilapayún.

### Carrera musical y teatral
Ismael Oddó estudió en Francia percusión y solfeo. En Chile, por su parte, estudió en la Escuela de Música Popular de la SCD y posteriormente se recibió como actor de la escuela de teatro La Mancha, de Santiago, para la cual trabajó como músico en varios montajes. Luego regresó a Francia, donde se reencontró con Mauricio Celedón, director de la compañía chileno-francesa Teatro del Silencio, a quien ya conocía por haber éste trabajado con su padre cuando era funcionario de la Municipalidad de Santiago. Ismael participó como músico en varios montajes de esta compañía.

### Quilapayún
En 2003, varios integrantes de Quilapayún que estaban en Chile se vuelven a reencontrar, liderados por Eduardo Carrasco. Es en este momento en que invitan a Ismael Oddó Méndez a tomar el lugar de su padre en el conjunto. Así, se integra finalmente a la agrupación que por muchos años había sido parte de su familia.
Dentro del conjunto, toca guitarras, quenas y piano. También ha incursionado en la composición musical en canciones como «Palabras de Amor» (del álbum Siempre), «Vals de París» y «Tango del Willy» (del álbum Solistas).

### Carrera solista
Además de Quilapayún, Ismael se encuentra desarrollando una carrera solista. En 2007 formó, junto a los integrantes de Chancho en Piedra, Caíto Venegas (de Quilapayún) y Fernando Julio y Camilo Salinas (de Inti-Illimani Histórico), el Colectivo Cantata Rock, con el cual reinterpretaron la Cantata de Santa María de Iquique en el género rock, y que lanzaron como álbum de estudio en 2009. En 2011, publicó su primera disco solista, titulado Bando Nº1.

## Discografía

### En Quilapayún
- 2004 - El reencuentro
- 2004 - Inti + Quila Música en la memoria
- 2007 - Siempre
- 2009 - Solistas
- 2013 - Encuentros

### En Colectivo Cantata Rock
- 2009 - Cantata Rock Santa María de Iquique

### Como solista
- 2011 - Bando N°1